# 헤노베사섬
헤노베사섬(영어: Genovesa Island, 스페인어: Isla Genovesa)은 동태평양 갈라파고스 제도에 있는 순상화산이다. 이 섬은 14km2의 면적을 가지고 있으며, 최고점은 64m이다.

## 개요
이 말 발굽 모양은 섬은 벽이 붕괴되어 절벽으로 둘러쌓인 그레이트 다윈만(Great Darwin Bay)을 형성한 화산 칼데라를 가지고 있다. 바닷물로 가득한 아크투러스 호(Lake Arcturus)는 중앙에 위치하여 이 분화구 안에 6000년 미만의 퇴적물이 존재한다. 비록 역사적 분출 기록은 알 수 없을 지라도 화산의 측면으로 매우 젊은 연령의 용암 분출이 있었다.

## 야생

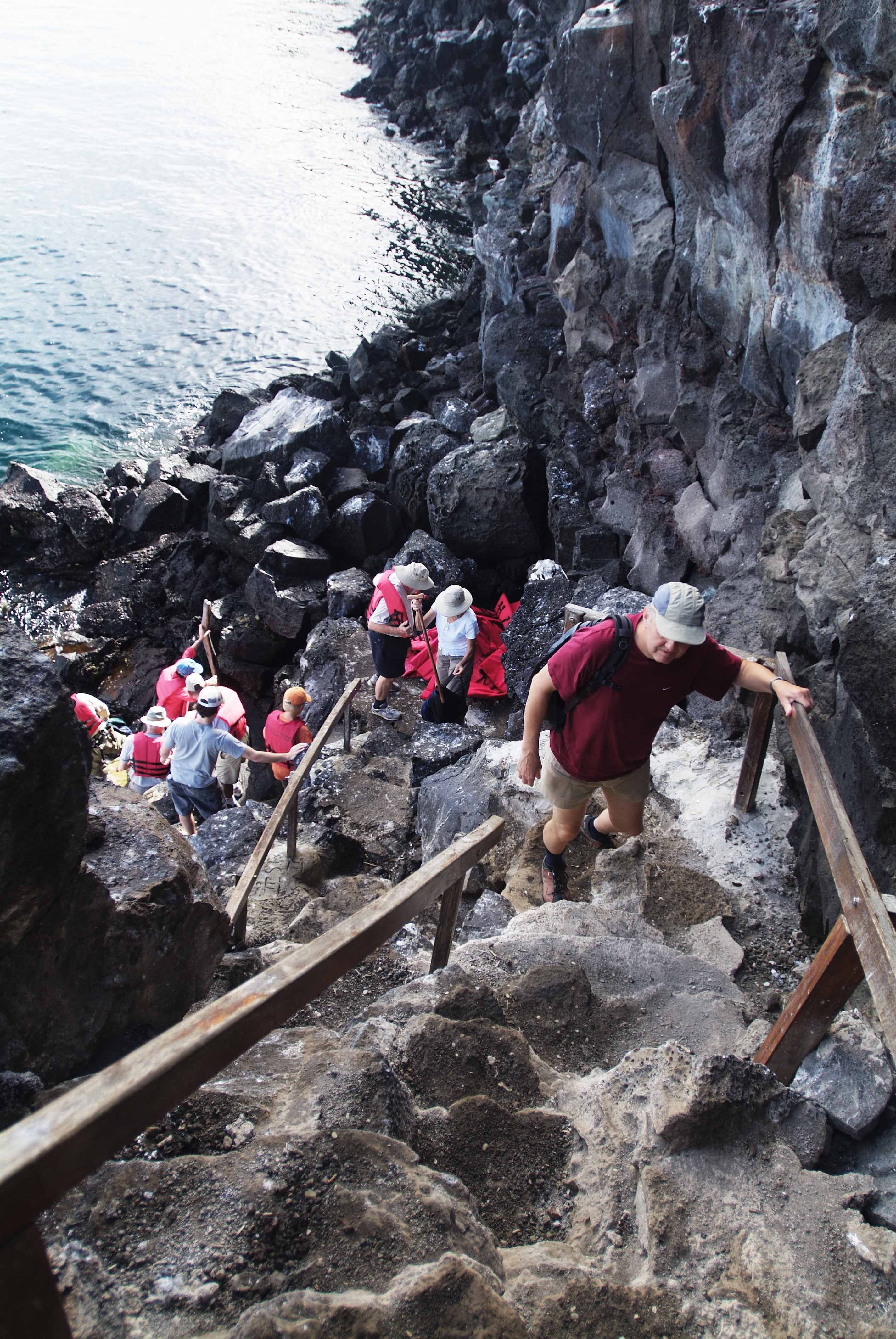
프린스 필립 계단 오르기

이 섬은 〈버드 섬〉(Bird Island)으로 알려져 있다. 그만큼 거대하고, 다양한 새들이 보금자리 영역을 이루고서 둥지를 틀고 있다. 이곳에는 많은 아메리카 군함조와 붉은발 부비, 나즈카 부비, 제비꼬리 갈매기, 바다제비, 열대조, 다윈 핀치, 그리고 갈라파고스 입내새 등을 관찰할 수 있는 최상의 장소이다.
프린스 필립스 계단(Prince Philip's Step)은 이러한 야생 조류를 관찰할 수 있도록 높이 25m에 이르는 절벽을 관통해서 난 특이한 길이다. 꼭대기에서 이 길은 내륙으로 연결되며, 팔로 산토 숲의 더 많은 새들의 보금자리를 지나간다. 숲 속으로 들어가면 바위 투성이의 평원을 관찰할 수 있다. 이곳의 바다제비(storm petrels)는 주간에만 날아다니기 때문에 지구상에 있는 어떤 다른 종류와도 다르다. 천적을 피하기 위해, 그들은 밤에 보금자리로 돌아온다.
이 군도에서 가장 작은 바다이구아나도 이곳에서 살고 있다.

## 즐길거리
다윈 만에서는 안쪽 벽을 타고 다이빙을 즐기거나 다른 벽으로 갈 수 있으며, 칼데라 안으로 난 수로를 통해 화산 밖으로 다이빙을 할 수 있도 있다.

## 사진

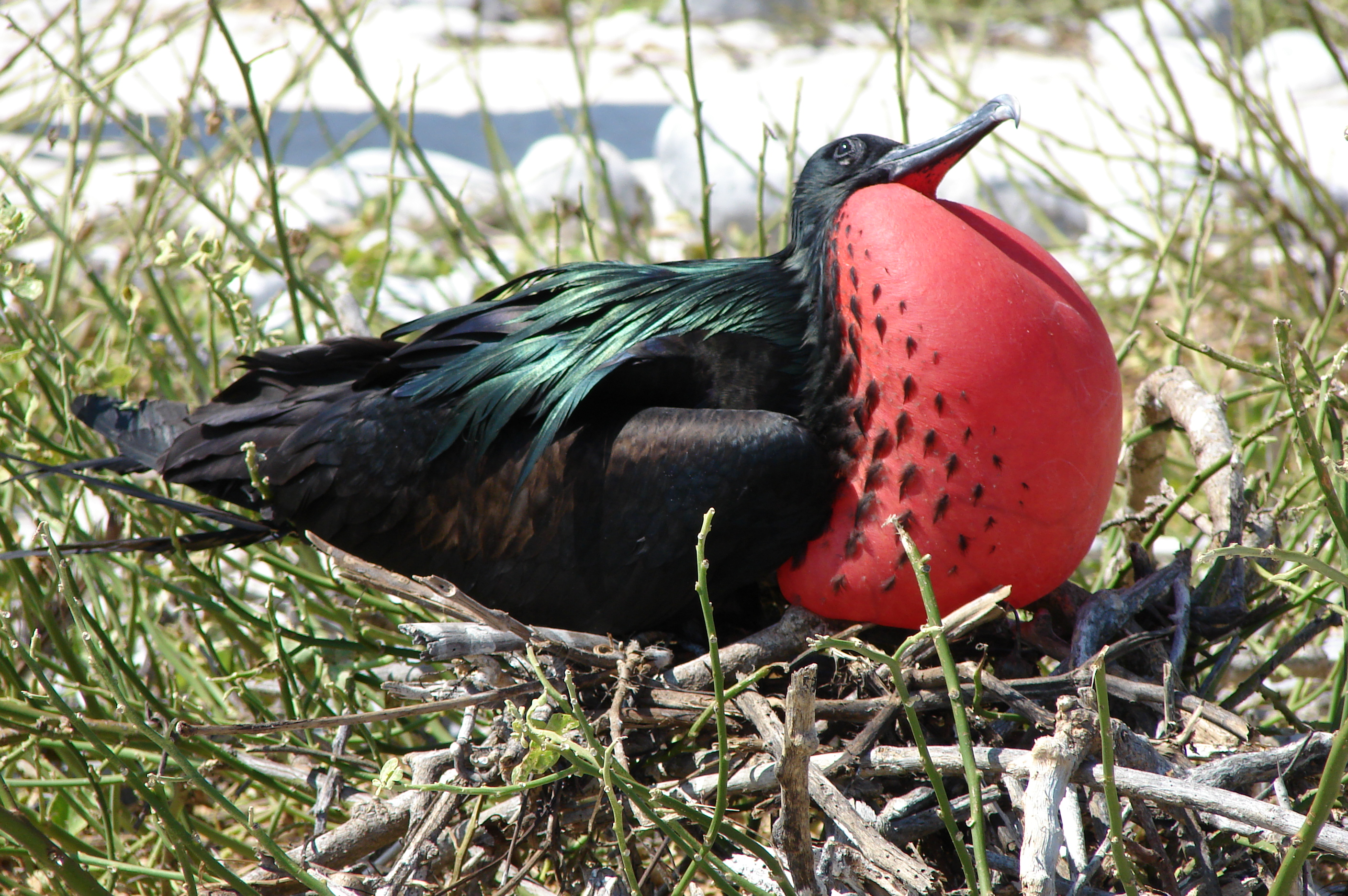
헤노베사 섬의 그레이트 아메리카군함조
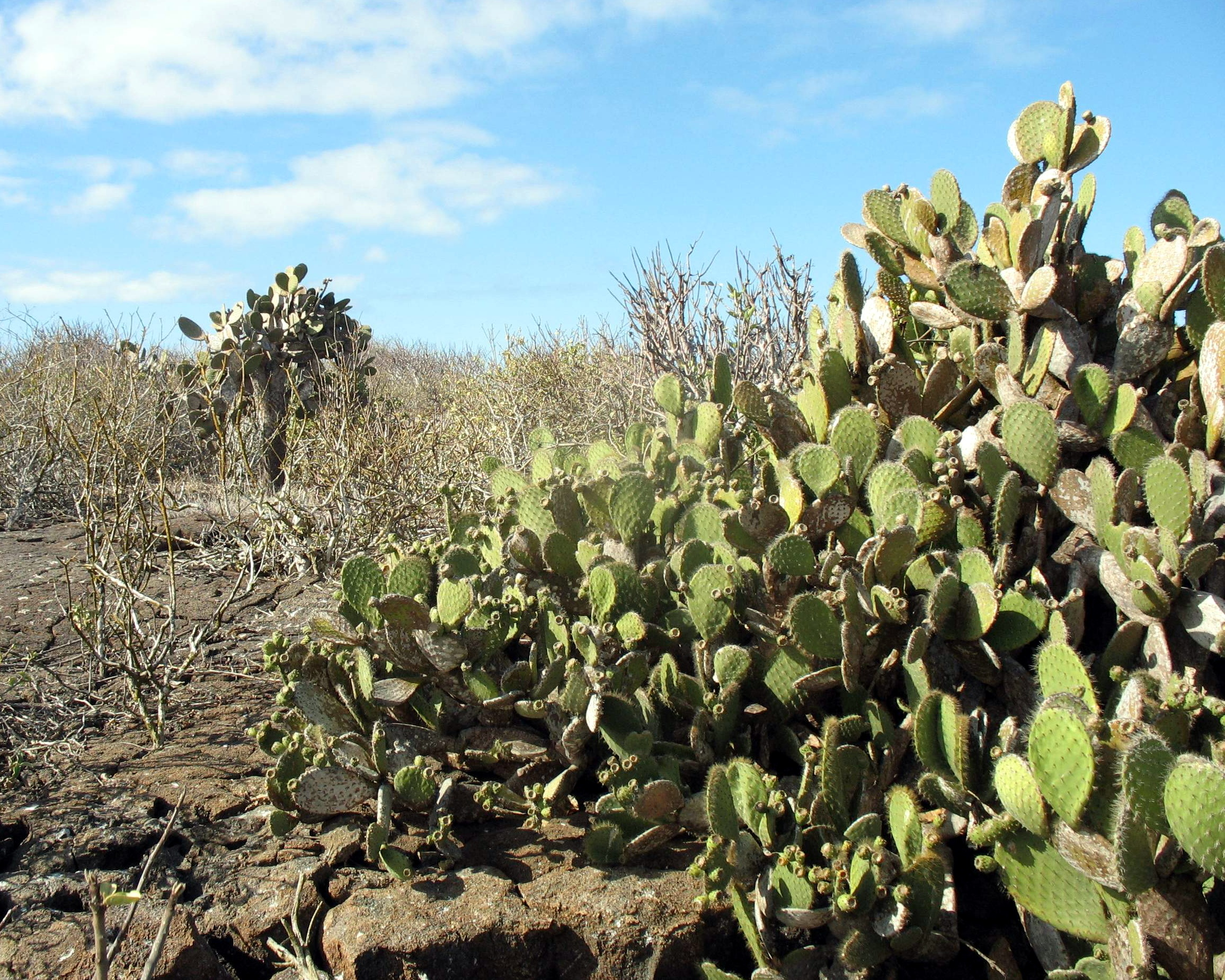
헤노베사 섬의 선인장